# My Savior
My Savior en español "Mi salvador" es una canción de rock cristiano interpretada por la cantante de rock y pop Krystal Meyers, fue utilizada como cuarto y último sencillo de su álbum debut homónimo Krystal Meyers. Fue compuesta por Meyers y Ian Eskelin, fue liberado el 17 de octubre de 2006. La canción fue incluida en Dance Praise Christian Video Game - Pop y Rock Hits Expansion Pack. La canción habla de como Dios ha transformado la vida de Meyers y muestra de lo fuerte que es la Fe de Meyers apezar de las circunstancias de la vida.

## Lista de canciones
1. My Savior